# Wołki (sielsowiet Wołki)
Wołki (biał. Валкі, Wałki; ros. Волки, Wołki) – wieś na Białorusi, w obwodzie witebskim, w rejonie postawskim, 42 km na wschód od Postaw. Wchodzi w skład sielsowietu Wołki.

## Historia
W 1744 roku Wołki leżały na terenie parafii w Postawach.
W 1870 roku wieś leżała w wołoście Norzyca w powiecie wilejskim guberni wileńskiej Imperium Rosyjskiego.
Wołki zostały opisane w Słowniku geograficznym Królestwa Polskiego. Z opisu wynika, że w 1893 roku w 14 domach mieszkało tu 157 mieszkańców, 81 prawosławnych i 76 katolików. Wieś leżała w dobrach Nożyca należących do Okuszków. Leżała nad jeziorem i rzeką Wołką.
W okresie międzywojennym leżała w granicach II Rzeczypospolitej w gminie wiejskiej Norzyca, w powiecie postawskim, w województwie wileńskim.
Według Powszechnego Spisu Ludności z 1921 roku zamieszkiwało tu 191 osób, 88 było wyznania rzymskokatolickiego a 103 prawosławnego. Jednocześnie 78 mieszkańców zadeklarowało polską a 113 białoruską przynależność narodową. Było tu 39 budynków mieszkalnych. W 1931 w 39 domach zamieszkiwało 179 osób.
Wierni należeli do parafii rzymskokatolickiej w Duniłowiczach i prawosławnej w Norzycy. Miejscowość podlegała pod Sąd Grodzki w Duniłowiczach i Okręgowy w Wilnie; właściwy urząd pocztowy mieścił się w Łasicy.
W 1938 roku miejscowość należała do gromady Łasica gminy Norzyca.
Po agresji ZSRR na Polskę w 1939 roku wieś znalazła się w granicach BSRR. W latach 1941–1944 była pod okupacją niemiecką. Następnie leżała w BSRR. Od 1991 roku w Republice Białorusi.

## Parafia rzymskokatolicka
Na początku XXI wieku istniała parafia Najświętszego Serca Pana Jezusa i św. Marka Ewangelisty w Wołkach. Leżała w dekanacie postawskim diecezji witebskiej.